# Juno Award/Adult Contemporary Album of the Year
Der Juno Award for Adult Contemporary Album of the Year ist ein Musikpreis, der von der Canadian Academy of Recording Arts and Sciences (CARAS) im Rahmen der Juno Awards vergeben wird. Er wurde erstmals bei den Juno Awards 2013 vergeben und zeichnet das beste kanadische Adult-Contemporary-Album des Jahres aus. Im Gegensatz zu einem Großteil des Awards, der nach Verkaufszahlen vergeben wird, werden die fünf Nominierungen von einer Jury festgelegt und der Gewinner von CARAS-Mitgliedern ausgewählt.

## Übersicht
| Jahr | Sieger            | Album                         | Nominierungen | EN    |
| ---- | ----------------- | ----------------------------- | --- | ----- |
| 2013 | The Tenors        | Lead With Your Heart          | - Like a Man – Adam Cohen - Burning Days – Barlow - Sans attendre – Céline Dion - All the Diamonds – Raylene Rankin                                       | [ 2 ] |
| 2014 | Johnny Reid       | A Christmas Gift to You       | - In My Head – Alysha Brilla - Loved Me Back to Life – Celine Dion - Dream Catcher – Chloe Albert - The Year He Drove Me Crazy – Coral Egan               | [ 3 ] |
| 2015 | Sarah McLachlan   | Shine On                      | - Womyn – Alysha Brilla - Everything Almost – Jann Arden - Trauma: Chansons de la série télé (saison no. 5) – Cœur de pirate - Dark Swing – Ndidi         | [ 4 ] |
| 2016 | Johnny Reid       | What Love Is All About        | - Wallflower – Diana Krall - Refined – Don Amero - A Jann Arden Christmas – Jann Arden - Under One Sky – The Tenors                                       | [ 5 ] |
| 2017 | Sarah McLachlan   | Wonderland                    | - Encore un Soir – Céline Dion - Hard Sail – Chantal Kreviazuk - Beating Heart – Mark Masri - A Fine Line – Heather Rankin                                | [ 5 ] |
| 2018 | Michael Bublé     | Nobody But Me                 | - Rooted – Alysha Brilla - Revival – Johnny Reid - The Grand Hustle – Nuela Charles - Christmas Together – The Tenors                                     | [ 6 ] |
| 2019 | Michael Bublé     | Love                          | - These Are the Days – Jann Arden - Distant Danger – Nuela Charles - Meaning to Tell Ya – Molly Johnson - A Whitehorse Winter Classic – Whitehorse        |       |
| 2020 | Bryan Adams       | Shine a Light                 | - Melt – Nuela Charles - Both Sides – Marc Jordan - Empower – Renée Lamoureux - Unplugged Vol. 1 – Lauren Spencer-Smith                                   | [ 7 ] |
| 2021 | Alanis Morissette | Such Pretty Forks in the Road | - Céline Dion – Courage - Pierre Lapointe – Pour déjouer l'ennui - Craig Stickland – Starlit Afternoon - Storry – CH III: The Come Up                     |       |
| 2022 | Serena Ryder      | The Art of Falling Apart      | - Desirée Dawson – Meet You at the Light - Luca Fogale – Nothing Is Lost - Mathew V – The Outer Circle - Tafari Anthony – The Way You See Me              |       |
| 2023 | Michael Bublé     | Higher                        | - Jann Arden – Descendant - Marc Jordan and Amy Sky – He Sang She Sang - Francois Klark – Adventure Book - Tyler Shaw – A Tyler Shaw Christmas            |       |
| 2024 | Amanda Marshall   | Heavy Lifting                 | - Banners – I Wish I Was Flawless, I’m Not - Luca Fogale – Run Where the Light Calls - Steph La Rochelle – Wildflower - Josh Sahunta – To Be Loved Vol. 1 |       |
| 2025 | Maïa Davies       | Lovers' Gothic                | - Aphrose – Roses - Celeigh Cardinal – Boundless Possibilities - Kellie Loder – Transitions - Maddee Ritter – Songs of Love and Death                     |       |